# Vorlesesystem
Vorlesesysteme, häufig auch Vorlesegeräte oder Lesegeräte genannt, werden von blinden und hochgradig sehbehinderten Menschen genutzt, um sich gedruckte Texte vorlesen zu lassen. Die zu lesenden Dokumente werden eingescannt, von einer Texterkennungssoftware verarbeitet und anschließend von der Sprachausgabe wiedergegeben. Auf diese Weise können neben Büchern und Zeitschriften auch Bankauszüge, Rechnungen und andere Dokumente gelesen werden.
Vorlesesysteme werden als offene oder geschlossene Systeme angeboten. Geschlossene Vorlesesysteme enthalten alle Komponenten vom Scanner bis zur Sprachausgabe. Sie werden hauptsächlich im Privatbereich eingesetzt und sind häufig auf die Bedürfnisse älterer Menschen abgestimmt.
An modernen Arbeitsplätzen üblich ist der Einsatz offener Vorlesesysteme, die auf einem Personalcomputer installiert werden. Gedruckte Texte können nicht nur vorgelesen und gespeichert werden, sie können auch weiterverarbeitet werden.

## Lesesysteme für verschiedene Nutzungssituationen

### Geschlossene Systeme
Für Anwender, die für ihre Tätigkeit keinen Computer benötigen, reichen geschlossene Vorlesesysteme aus. Einige Geräte erlauben es, die eingescannten Texte abzuspeichern und zu verwalten.

#### Die Bestandteile
Geschlossene Systeme enthalten gängige Flachbettscanner, z. B. von Epson oder Canon, auf die einzelne Blätter gelegt werden können. Bei einigen Vorlesesysteme ist der Scanner nicht integriert, sondern steht daneben. Dies erleichtert den Austausch, erfordert aber mehr Platz.
Zur Erkennung der eingescannten Zeichen wird eine sogenannte OCR-Software genutzt. Obwohl in Lesesystemen meist Standardprodukte integriert sind, ist die Genauigkeit der Texterkennung von Gerät zu Gerät durchaus unterschiedlich.
Geschlossene Systeme sind zumeist mit einer besonders gut verständlichen, „menschlichen“ Sprachausgabe ausgestattet.

#### Bedienung
Für viele Nutzer von geschlossenen Systemen ist die leichte Bedienbarkeit des Gerätes ausschlaggebend. Üblicherweise ist eine Spezialtastatur mit wenigen Tasten integriert, die ähnlich wie ein Kassettenrecorder zu bedienen ist. Für Anwender mit feinmotorischen Problemen sind große Tasten in speziellen, taktil gut zu unterscheidenden Formen erhältlich. Diese vereinfachten Tastaturen reichen aber nicht aus, um komplexere Aufgaben auszuführen, z. B. ein Dokumentenarchiv zu verwalten. Üblicherweise begleitet eine Sprachausgabe den Nutzer durch alle Vorgänge und Arbeitsschritte.

### Offene Systeme
An Arbeitsplätzen werden in der Regel offene Lesesysteme genutzt. Durch die Anbindung an den PC können die eingescannten Dokumente mit herkömmlichen Textverarbeitungsprogrammen abgespeichert und weiterverarbeitet werden. Die Steuerung erfolgt über die Computertastatur.

#### Die Komponenten
Offene Systeme bestehen aus den Komponenten PC, Scanner, Texterkennungs-Software und Sprachausgabe. Erwirbt man ein abgestimmtes System, so sorgt der Anbieter für die Kompatibilität der einzelnen Bestandteile. Die Komponenten können aber auch individuell zusammengestellt werden. Dann sollte man sich sachkundig machen, welche Bestandteile kombiniert werden können.

#### Texterkennungs-Software
Für die Erkennung der eingescannten Zeichen ist die OCR-Software verantwortlich.
Der Anwender kann zwischen einer handelsüblichen und einer speziell für Blinde entwickelten Software wählen:
- Handelsübliche Software: Wenn auf dem PC Screenreader und Sprachausgabe installiert sind, kann mit einer handelsüblichen OCR-Software, wie z. B. FineReader oder OmniPage, gearbeitet werden. Deren Benutzeroberfläche ist jedoch nicht auf die Bedürfnisse blinder Anwender eingerichtet. Das erschwert die Bedienung.

- Speziell für blinde Anwender entwickelte Scanner-Software: Diese Software beinhaltet neben der Texterkennung auch eine Sprachausgabe. Sie liest nicht nur den eingescannten Text vor, sondern informiert den Anwender auch während des Scanvorganges über die einzelnen Arbeitsschritte. Neben der komfortablen Benutzeroberfläche gibt es eine eigene Bibliotheksverwaltung, in der die Dokumente abgespeichert werden können, und oftmals auch eine eigene, einfache Textverarbeitung.